# Championnat du monde de match-play de snooker
Le championnat du monde de match-play de snooker est un ancien tournoi de snooker professionnel sur invitation disputé entre 1988 et 1992 et ne comptant pas pour le classement mondial. 

## Historique
En 1988, Barry Hearn organise à Brentwood la première édition de ce tournoi regroupant les 12 joueurs les mieux classés. C'est également la première fois que la dotation atteint 100 000 livres pour le vainqueur, Steve Davis. En 1991, l'épreuve est déplacée à Doncaster pour les deux dernières éditions. L'Anglais Jimmy White est le seul à s'être imposé à deux reprises.

## Palmarès
| Année                                           | Ville                                           | Vainqueur                                       | Finaliste                                       | Score                                           | Saison                                          |
| Championnat du monde de match-play (non classé) | Championnat du monde de match-play (non classé) | Championnat du monde de match-play (non classé) | Championnat du monde de match-play (non classé) | Championnat du monde de match-play (non classé) | Championnat du monde de match-play (non classé) |
| ----------------------------------------------- | ----------------------------------------------- | ----------------------------------------------- | ----------------------------------------------- | ----------------------------------------------- | ----------------------------------------------- |
| 1988                                            | Brentwood                                       | Steve Davis                                     | John Parrott                                    | 8-5                                             | 1988-1989                                       |
| 1989                                            | Brentwood                                       | Jimmy White                                     | John Parrott                                    | 18-9                                            | 1989-1990                                       |
| 1990                                            | Brentwood                                       | Jimmy White (2)                                 | Stephen Hendry                                  | 18-9                                            | 1990-1991                                       |
| 1991                                            | Doncaster                                       | Gary Wilkinson                                  | Steve Davis                                     | 18-11                                           | 1991-1992                                       |
| 1992                                            | Doncaster                                       | James Wattana                                   | Steve Davis                                     | 9-4                                             | 1992-1993                                       |

## Bilan par pays
| Pays       | Joueurs | Total | Premier titre | Dernier titre |
| ---------- | ------- | ----- | ------------- | ------------- |
| Angleterre | 3       | 4     | 1988          | 1991          |
| Thaïlande  | 1       | 1     | 1992          | 1992          |